# Lista de presidentes da Assembleia da República Portuguesa

Bandeira da Assembleia da República, aprovada e usada desde 2006.

Esta é a lista dos presidentes das câmaras legislativas de Portugal, desde a sua criação em 1821 até à atualidade. No período da Primeira República, a legislatura (que tinha a designação de "Congresso da República") era bicameral, sendo constituída por uma Câmara dos Deputados e uma Câmara dos Senadores. O parlamento foi encerrado após o golpe militar de 28 de maio de 1926, e reuniu pela primeira vez com a designação de "Assembleia Nacional" em 1935 (um outro órgão consultivo, a Câmara Corporativa, não é referido nesta lista por não deter poder legislativo propriamente dito). A atual encarnação da Legislatura, a Assembleia da República, foi instituída com a Constituição de 1976 que resultou da Revolução dos Cravos de 25 de abril de 1974.
A lista inclui ainda o presidente da Assembleia Nacional Constituinte, que foi eleita após a Revolução Republicana de 1910, de modo a lavrar a primeira Constituição republicana; e o presidente da Assembleia Constituinte, que foi eleita a 25 de abril de 1975, e aprovou a atual Constituição a 2 de abril de 1976.

## Lista
Legenda de cores
| Vintismo (1821-1823)                                            |                                                                                       |                                          |                         |                         |                                     |           |                   |         |                             |
| #                                                               | Presidente das Cortes Gerais e Extraordinárias da Nação Portuguesa (Nascimento–Morte) | Retrato                                  | Início do mandato       | Fim do mandato          | Legislatura                         | Votos     | Votos             | Partido | Partido                     |
| Cortes Gerais e Extraordinárias da Nação Portuguesa (1821-1822) |                                                                                       |                                          |                         |                         |                                     |           |                   |         |                             |
| 1                                                               | Frei Vicente da Soledade Dias de Castro (1763–1823)                                   |                                          | 26 de janeiro de 1821   | 26 de fevereiro de 1821 | Cortes Gerais e Extraordinárias     | 64 / 115  | 64 / 115          |         | Independente                |
| 2                                                               | Manuel Fernandes Tomás (1771–1822)                                                    |                                          | 26 de fevereiro de 1821 | 26 de março de 1821     | Cortes Gerais e Extraordinárias     | 40 / 75   | 40 / 75           |         | Independente                |
| 3                                                               | Hermano José Braamcamp de Almeida Castelo Branco (1775–1846)                          |                                          | 26 de março de 1821     | 26 de abril de 1821     | Cortes Gerais e Extraordinárias     | 65 / 90   | 65 / 90           |         | Independente                |
| 3                                                               | Hermano José Braamcamp de Almeida Castelo Branco (1775–1846)                          | 26 de abril de 1821                      | 26 de maio de 1821      | 41 / 82                 | 41 / 82                             |           |                   |         | Independente                |
| 4                                                               | José Joaquim Ferreira de Moura (1776–1829)                                            |                                          | 26 de maio de 1821      | 26 de junho de 1821     | Cortes Gerais e Extraordinárias     | 51 / 90   | 51 / 90           |         | Independente                |
| 4                                                               | José Joaquim Ferreira de Moura (1776–1829)                                            | 26 de junho de 1821                      | 26 de julho de 1821     | 53 / 88                 | 53 / 88                             |           |                   |         | Independente                |
| 5                                                               | José António Faria de Carvalho (?-1840)                                               |                                          | 26 de julho de 1821     | 25 de agosto de 1821    | Cortes Gerais e Extraordinárias     | 46 / 91   | 46 / 91           |         | Independente                |
| 6                                                               | Manuel José Vaz Velho (1775-1830)                                                     |                                          | 25 de agosto de 1821    | 27 de setembro de 1821  | Cortes Gerais e Extraordinárias     | 43 / 75   | 43 / 75           |         | Independente                |
| 7                                                               | João Maria Soares de Castelo Branco (1867-1831)                                       |                                          | 27 de setembro de 1821  | 26 de outubro de 1821   | Cortes Gerais e Extraordinárias     | n/d       | n/d               |         | Independente                |
| 8                                                               | Francisco Manuel Trigoso de Aragão Morato (1.ª vez) (1777–1838)                       |                                          | 26 de outubro de 1821   | 26 de novembro de 1821  | Cortes Gerais e Extraordinárias     | 74 / 100  | 74 / 100          |         | Independente                |
| 8                                                               | Francisco Manuel Trigoso de Aragão Morato (1.ª vez) (1777–1838)                       | 26 de novembro de 1821                   | 24 de dezembro de 1821  | 77 / 107                | 77 / 107                            |           |                   |         | Independente                |
| 8                                                               | Francisco Manuel Trigoso de Aragão Morato (1.ª vez) (1777–1838)                       | 24 de dezembro de 1821                   | 25 de janeiro de 1822   | 70 / 106                | 70 / 106                            |           |                   |         | Independente                |
| 9                                                               | Manuel de Serpa Saraiva Machado (1784–1858)                                           |                                          | 28 de janeiro de 1822   | 25 de fevereiro de 1822 | Cortes Gerais e Extraordinárias     | n/d       | n/d               |         | Independente                |
| 10                                                              | Luís Nicolau Fagundes Varela (1766-1831)                                              |                                          | 25 de fevereiro de 1822 | 26 de março de 1822     | Cortes Gerais e Extraordinárias     | 47 / 96   | 47 / 96           |         | Independente                |
| 11                                                              | António Carmelo Fortes de Pina (1770-1851)                                            |                                          | 26 de março de 1822     | 26 de abril de 1822     | Cortes Gerais e Extraordinárias     | 59 / 103  | 59 / 103          |         | Independente                |
| 11                                                              | António Carmelo Fortes de Pina (1770-1851)                                            | 26 de abril de 1822                      | 25 de maio de 1822      | 60 / 104                | 60 / 104                            |           |                   |         | Independente                |
| 12                                                              | Carlos Honório de Gouveia Durão (1766-1846)                                           |                                          | 25 de maio de 1822      | 26 de junho de 1822     | Cortes Gerais e Extraordinárias     | 53 / 104  | 53 / 104          |         | Independente                |
| 12                                                              | Carlos Honório de Gouveia Durão (1766-1846)                                           | 26 de junho de 1822                      | 26 de julho de 1822     | 69 / 122                | 69 / 122                            |           |                   |         | Independente                |
| 13                                                              | Agostinho José Freire (1780-1836)                                                     |                                          | 26 de julho de 1822     | 26 de agosto de 1822    | Cortes Gerais e Extraordinárias     | 62 / 109  | 62 / 109          |         | Independente                |
| 13                                                              | Agostinho José Freire (1780-1836)                                                     | 26 de agosto de 1822                     | 27 de setembro de 1822  | 67 / 124                | 67 / 124                            |           |                   |         | Independente                |
| (8)                                                             | Francisco Manuel Trigoso de Aragão Morato (2.ª vez) (1777–1838)                       |                                          | 27 de setembro de 1822  | 26 de outubro de 1822   | Cortes Gerais e Extraordinárias     | 72 / 116  | 72 / 116          |         | Independente                |
| (8)                                                             | Francisco Manuel Trigoso de Aragão Morato (2.ª vez) (1777–1838)                       | 26 de outubro de 1822                    | 4 de novembro de 1822   | n/d                     | n/d                                 |           |                   |         | Independente                |
| #                                                               | Presidente das Cortes Ordinárias e Extraordinárias (Nascimento–Morte)                 | Retrato                                  | Início do mandato       | Fim do mandato          | Legislatura                         | Votos     | Votos             | Partido | Partido                     |
| Cortes Ordinárias e Extraordinárias (1822-1823)                 |                                                                                       |                                          |                         |                         |                                     |           |                   |         |                             |
| 1                                                               | José Joaquim Ferreira de Moura (1776–1829)                                            |                                          | 20 de novembro de 1822  | 31 de dezembro de 1822  | Cortes Ordinárias e Extraordinárias | 78 / ?    | 78 / ?            |         | Independente                |
| 2                                                               | Francisco Simões Margiochi (1774–1838)                                                |                                          | 2 de janeiro de 1823    | 31 de janeiro de 1823   | Cortes Ordinárias e Extraordinárias | 51 / 98   | 51 / 98           |         | Independente                |
| 3                                                               | Agostinho José Freire (1780–1836)                                                     |                                          | 31 de janeiro de 1823   | 28 de fevereiro de 1823 | Cortes Ordinárias e Extraordinárias | 59 / 98   | 59 / 98           |         | Independente                |
| 4                                                               | D. Francisco de São Luís Saraiva (1766–1845)                                          |                                          | 28 de fevereiro de 1823 | 15 de maio de 1823      | Cortes Ordinárias e Extraordinárias | 53 / 107  | 53 / 107          |         | Independente                |
| 5                                                               | João de Sousa Pinto de Magalhães (1790–1865)                                          |                                          | 15 de maio de 1823      | 1 de junho de 1823      | Cortes Ordinárias e Extraordinárias | 50 / 97   | 50 / 97           |         | Independente                |
| Cartismo (1826-1828)                                            |                                                                                       |                                          |                         |                         |                                     |           |                   |         |                             |
| #                                                               | Presidente da Câmara dos Deputados (Nascimento–Morte)                                 | Retrato                                  | Início do mandato       | Fim do mandato          | Legislatura                         | Votos     | Votos             | Partido | Partido                     |
| Câmara dos Senhores Deputados da Nação Portugueza (1826-1828)   |                                                                                       |                                          |                         |                         |                                     |           |                   |         |                             |
| 1                                                               | D. Francisco de São Luís Saraiva (1766–1845)                                          |                                          | 2 de novembro de 1826   | 14 de março de 1828     | I                                   | 74 / 82   | 74 / 82           |         | Independente                |
| #                                                               | Presidente da Câmara dos Pares (Nascimento–Morte)                                     | Retrato                                  | Início do mandato       | Fim do mandato          | Legislatura                         | Votos     | Votos             | Partido | Partido                     |
| Câmara dos Digníssimos Pares do Reino (1826–1828)               |                                                                                       |                                          |                         |                         |                                     |           |                   |         |                             |
| 1                                                               | D. Nuno Caetano Álvares Pereira de Melo, Duque de Cadaval (1799–1837)                 |                                          | 30 de abril de 1826     | 14 de março de 1828     | ? / ?                               | ? / ?     | ? / ?             |         | Independente                |
| Monarquia Constitucional (1834–1910)                            |                                                                                       |                                          |                         |                         |                                     |           |                   |         |                             |
| #                                                               | Presidente da Câmara dos Deputados (Nascimento–Morte)                                 | Retrato                                  | Início do mandato       | Fim do mandato          | Legislatura                         | Votos     | Votos             | Partido | Partido                     |
| Câmara dos Senhores Deputados da Nação Portugueza (1834–1836)   |                                                                                       |                                          |                         |                         |                                     |           |                   |         |                             |
| 1                                                               | D. Francisco de São Luís Saraiva (1766–1845)                                          |                                          | 21 de agosto de 1834    | 14 de setembro de 1834  | II                                  | ? / ?     | ? / ?             |         | Independente                |
| 2                                                               | António Marciano de Azevedo Hipólito (1782–?)                                         |                                          | 14 de setembro de 1834  | 1 de janeiro de 1836    | II                                  | ? / ?     | ? / ?             |         | Independente                |
| 3                                                               | Manuel António de Carvalho (1785–1858)                                                |                                          | 7 de janeiro de 1836    | 4 de junho de 1836      | II                                  | 51 / 82   | 51 / 82           |         | Independente                |
| #                                                               | Presidente da Câmara dos Pares (Nascimento–Morte)                                     | Retrato                                  | Início do mandato       | Fim do mandato          | Legislatura                         | Votos     | Votos             | Partido | Partido                     |
| Câmara dos Digníssimos Pares do Reino (1834–1836)               |                                                                                       |                                          |                         |                         |                                     |           |                   |         |                             |
| 1                                                               | D. Pedro de Sousa Holstein, Duque de Palmela (1781–1850)                              |                                          | 21 de agosto de 1834    | 4 de junho de 1836      | ? / ?                               | ? / ?     | ? / ?             |         | Cartista                    |
| Primeira República (1910–1926)                                  |                                                                                       |                                          |                         |                         |                                     |           |                   |         |                             |
| #                                                               | Presidente da Assembleia Nacional Constituinte (Nascimento–Morte)                     | Retrato                                  | Início do mandato       | Fim do mandato          | Legislatura                         | Votos     | Votos             | Partido | Partido                     |
| Assembleia Nacional Constituinte (1911)                         |                                                                                       |                                          |                         |                         |                                     |           |                   |         |                             |
| –                                                               | Anselmo Braamcamp Freire (1849–1921)                                                  |                                          | 15 de junho de 1911     | 25 de agosto de 1911    | Constituinte                        | n/d       | n/d               |         | Republicano                 |
| #                                                               | Presidente da Câmara dos Deputados (Nascimento–Morte)                                 | Retrato                                  | Início do mandato       | Fim do mandato          | Legislatura                         | Votos     | Votos             | Partido | Partido                     |
| Câmara dos Deputados (1911–1926)                                |                                                                                       |                                          |                         |                         |                                     |           |                   |         |                             |
| 1                                                               | Manuel Jorge Forbes de Bessa (1864–1934)                                              |                                          | 26 de agosto de 1911    | 10 de novembro de 1911  | I                                   | 62 / 152  | 62 / 152          |         | Republicano                 |
| 2                                                               | António Luciano Aresta Branco (1862–1952)                                             |                                          | 17 de novembro de 1911  | 29 de novembro de 1912  | I                                   | 73 / 152  | 73 / 152          |         | Republicano (até fev. 1912) |
| 2                                                               | António Luciano Aresta Branco (1862–1952)                                             | Unionista (desde fev. 1912)              | 17 de novembro de 1911  | 29 de novembro de 1912  | I                                   | 73 / 152  | 73 / 152          |         |                             |
| 3                                                               | Vítor José de Deus Macedo Pinto (1869–1956)                                           |                                          | 2 de dezembro de 1912   | 13 de janeiro de 1913   | I                                   | 62 / 145  | 62 / 145          |         | Evolucionista               |
| 4                                                               | José Augusto de Simas Machado (1859–1927)                                             |                                          | 15 de janeiro de 1913   | 30 de junho de 1913     | I                                   | ? / 143   | ? / 143           |         | Evolucionista               |
| 5                                                               | Victor Hugo de Azevedo Coutinho (1871–1955)                                           |                                          | 2 de dezembro de 1913   | 12 de dezembro de 1914  | I                                   | ? / ?     | ? / ?             |         | Democrático                 |
| 6                                                               | Manuel Joaquim Rodrigues Monteiro (1879–1952)                                         |                                          | 16 de dezembro de 1914  | 4 de março de 1915      | I                                   | 61 / 152  | 61 / 152          |         | Democrático                 |
| 7                                                               | Victor Hugo de Azevedo Coutinho (2.ª vez) (1871–1955)                                 |                                          | 24 de junho de 1915     | 27 de novembro de 1915  | II                                  | 73 / 146  | 73 / 146          |         | Democrático                 |
| 8                                                               | Manuel Joaquim Rodrigues Monteiro (2.ª vez) (1879–1952)                               |                                          | 2 de dezembro de 1915   | 9 de novembro de 1916   | II                                  | 67 / 148  | 67 / 148          |         | Democrático                 |
| 9                                                               | Alfredo Ernesto de Sá Cardoso (1864–1950)                                             |                                          | 2 de dezembro de 1916   | 13 de março de 1917     | II                                  | 77 / 160  | 77 / 160          |         | Democrático                 |
| 10                                                              | António Caetano Macieira Júnior (1875–1918)                                           |                                          | 15 de março de 1917     | 23 de agosto de 1917    | II                                  | 71 / 157  | 71 / 157          |         | Democrático                 |
| 11                                                              | Victor Hugo de Azevedo Coutinho (3.ª vez) (1871–1955)                                 |                                          | 2 de dezembro de 1917   | 9 de dezembro de 1917   | II                                  | 50 / 155  | 50 / 155          |         | Democrático                 |
| 12                                                              | José Nunes da Ponte (1848–1924)                                                       |                                          | 19 de julho de 1918     | 20 de fevereiro de 1919 | III                                 | 73 / 138  | 73 / 138          |         | Unionista                   |
| 13                                                              | Alfredo Ernesto de Sá Cardoso (2.ª vez) (1864–1950)                                   |                                          | 2 de junho de 1919      | 28 de junho de 1919     | IV                                  | 84 / 132  | 84 / 132          |         | Democrático                 |
| 14                                                              | Domingos Leite Pereira (1882–1956)                                                    |                                          | 1 de julho de 1919      | 23 de janeiro de 1920   | IV                                  | 77 / 150  | 77 / 150          |         | Democrático                 |
| 15                                                              | Alfredo Ernesto de Sá Cardoso (3.ª vez) (1864–1950)                                   |                                          | 23 de janeiro de 1920   | 30 de novembro de 1920  | IV                                  | 77 / 157  | 77 / 157          |         | Democrático                 |
| 16                                                              | Abílio Correia da Silva Marçal (1867–1925)                                            |                                          | 2 de dezembro de 1920   | 23 de maio de 1921      | IV                                  | 78 / 155  | 78 / 155          |         | Democrático                 |
| 17                                                              | Jorge de Vasconcelos Nunes (1878–1936)                                                |                                          | 1 de agosto de 1921     | 17 de setembro de 1921  | V                                   | 60 / 154  | 60 / 154          |         | Liberal                     |
| 18                                                              | Domingos Leite Pereira (2.ª vez) (1882–1956)                                          |                                          | 20 de fevereiro de 1922 | 30 de novembro de 1922  | VI                                  | 70 / 148  | 70 / 148          |         | Democrático                 |
| 19                                                              | Alfredo Ernesto de Sá Cardoso (4.ª vez) (1864–1950)                                   |                                          | 2 de dezembro de 1922   | 2 de dezembro de 1923   | VI                                  | 44 / 162  | 44 / 162          |         | Democrático                 |
| 20                                                              | Domingos Leite Pereira (3.ª vez) (1882–1956)                                          |                                          | 2 de dezembro de 1923   | 15 de agosto de 1925    | VI                                  | 114 / 162 | 114 / 162         |         | Democrático                 |
| 21                                                              | Alfredo Rodrigues Gaspar (1865–1938)                                                  |                                          | 2 de dezembro de 1925   | 31 de maio de 1926      | VII                                 | ? / ?     | ? / ?             |         | Democrático                 |
| #                                                               | Presidente do Senado (Nascimento–Morte)                                               | Retrato                                  | Início do mandato       | Fim do mandato          | Legislatura                         | Votos     | Votos             | Partido | Partido                     |
| Senado da República (1911–1926)                                 |                                                                                       |                                          |                         |                         |                                     |           |                   |         |                             |
| 1                                                               | Anselmo Braamcamp Freire (1849–1921)                                                  |                                          | 26 de agosto de 1911    | 29 de junho de 1914     | I                                   | 57 / 71   | 57 / 71           |         | Republicano (até fev. 1912) |
| 1                                                               | Anselmo Braamcamp Freire (1849–1921)                                                  | Independente (desde fev. 1912)           | 26 de agosto de 1911    | 29 de junho de 1914     | I                                   | 57 / 71   | 57 / 71           |         |                             |
| 2                                                               | António Xavier Correia Barreto (1853–1939)                                            |                                          | 7 de janeiro de 1915    | 5 de dezembro de 1917   | I                                   | 31 / 53   | 31 / 53           |         | Democrático                 |
| 2                                                               | António Xavier Correia Barreto (1853–1939)                                            | II                                       | 7 de janeiro de 1915    | 5 de dezembro de 1917   | 31 / 53                             | 31 / 53   |                   |         | Democrático                 |
| 3                                                               | Manuel Jorge Forbes de Bessa (1864–1934)                                              |                                          | 19 de julho de 1918     | 4 de novembro de 1918   | III                                 | 29 / 44   | 29 / 44           |         | Unionista                   |
| 4                                                               | Zeferino Cândido Falcão Pacheco (1856–1924)                                           |                                          | 3 de dezembro de 1918   | 18 de fevereiro de 1919 | III                                 | 30 / 67   | 30 / 67           |         | Nacional Republicano        |
| 5                                                               | António Xavier Correia Barreto (2.ª vez) (1853–1939)                                  |                                          | 2 de junho de 1919      | 31 de maio de 1921      | IV                                  | 26 / 58   | 26 / 58           |         | Democrático                 |
| 6                                                               | Augusto Baeta das Neves Barreto (1864–1941)                                           |                                          | 2 de agosto de 1921     | 17 de setembro de 1921  | V                                   | 15 / 60   | 15 / 60           |         | Liberal                     |
| 7                                                               | José Joaquim Pereira Osório (1861–1937)                                               |                                          | 20 de fevereiro de 1922 | 30 de novembro de 1922  | VI                                  | 21 / 60   | 21 / 60           |         | Democrático                 |
| 8                                                               | António Xavier Correia Barreto (3.ª vez) (1853–1939)                                  |                                          | 2 de dezembro de 1922   | 31 de maio de 1926      | VI                                  | 37 / 69   | 37 / 69           |         | Democrático                 |
| 8                                                               | António Xavier Correia Barreto (3.ª vez) (1853–1939)                                  | VII                                      | 2 de dezembro de 1922   | 31 de maio de 1926      | 43 / 61                             | 43 / 61   |                   |         | Democrático                 |
| Segunda República (1926–1974)                                   |                                                                                       |                                          |                         |                         |                                     |           |                   |         |                             |
| #                                                               | Presidente da Assembleia Nacional (Nascimento–Morte)                                  | Retrato                                  | Início do mandato       | Fim do mandato          | Legislatura                         | Votos     | Votos             | Partido | Partido                     |
| Assembleia Nacional (1935–1974)                                 |                                                                                       |                                          |                         |                         |                                     |           |                   |         |                             |
| 1                                                               | José Alberto dos Reis (1875–1955)                                                     |                                          | 10 de janeiro de 1935   | 6 de julho de 1945      | I                                   | 79 / 90   | 79 / 90           |         | União Nacional              |
| 1                                                               | José Alberto dos Reis (1875–1955)                                                     | II                                       | 10 de janeiro de 1935   | 6 de julho de 1945      | 78 / 90                             | 78 / 90   |                   |         | União Nacional              |
| 1                                                               | José Alberto dos Reis (1875–1955)                                                     | III                                      | 10 de janeiro de 1935   | 6 de julho de 1945      | 68 / 90                             | 68 / 90   |                   |         | União Nacional              |
| 2                                                               | Albino Soares Pinto dos Reis Júnior (1888–1983)                                       |                                          | 27 de novembro de 1945  | 29 de novembro de 1961  | IV                                  | 84 / 120  | 84 / 120          |         | União Nacional              |
| 2                                                               | Albino Soares Pinto dos Reis Júnior (1888–1983)                                       | V                                        | 27 de novembro de 1945  | 29 de novembro de 1961  | 89 / 120                            | 89 / 120  |                   |         | União Nacional              |
| 2                                                               | Albino Soares Pinto dos Reis Júnior (1888–1983)                                       | VI                                       | 27 de novembro de 1945  | 29 de novembro de 1961  | 85 / 120                            | 85 / 120  |                   |         | União Nacional              |
| 2                                                               | Albino Soares Pinto dos Reis Júnior (1888–1983)                                       | VII                                      | 27 de novembro de 1945  | 29 de novembro de 1961  | 93 / 120                            | 93 / 120  |                   |         | União Nacional              |
| 3                                                               | Mário de Figueiredo (1890–1969)                                                       |                                          | 29 de novembro de 1961  | 19 de setembro de 1969  | VIII                                | 100 / 120 | 100 / 120         |         | União Nacional              |
| 3                                                               | Mário de Figueiredo (1890–1969)                                                       | IX                                       | 29 de novembro de 1961  | 19 de setembro de 1969  | 108 / 120                           | 108 / 120 |                   |         | União Nacional              |
| –                                                               | José Soares da Fonseca (em exercício) (1908–1969)                                     | IX                                       |                         | 8 de janeiro de 1969    | 22 de março de 1969                 | n/d       | n/d               |         | União Nacional              |
| 4                                                               | Carlos Monteiro do Amaral Neto (1908–1995)                                            |                                          | 28 de novembro de 1969  | 25 de abril de 1974     | X                                   | 107 / 130 | 107 / 130         |         | União Nacional              |
| 4                                                               | Carlos Monteiro do Amaral Neto (1908–1995)                                            | Acção Nacional Popular (desde fev. 1970) | 28 de novembro de 1969  | 25 de abril de 1974     | X                                   | 107 / 130 | 107 / 130         |         |                             |
| 4                                                               | Carlos Monteiro do Amaral Neto (1908–1995)                                            | XI                                       | 28 de novembro de 1969  | 25 de abril de 1974     | 126 / 130                           | 126 / 130 |                   |         |                             |
| Terceira República (1974–presente)                              |                                                                                       |                                          |                         |                         |                                     |           |                   |         |                             |
| #                                                               | Presidente da Assembleia Constituinte (Nascimento–Morte)                              | Retrato                                  | Início do mandato       | Fim do mandato          | Legislatura                         | Votos     | Círculo Eleitoral | Partido | Partido                     |
| Assembleia Constituinte (1975–1976)                             |                                                                                       |                                          |                         |                         |                                     |           |                   |         |                             |
| –                                                               | Henrique Teixeira de Queirós de Barros (1904–2000)                                    |                                          | 3 de junho de 1975      | 2 de abril de 1976      | Constituinte                        | n/d       | Coimbra           |         | Socialista                  |
| #                                                               | Presidente da Assembleia da República (Nascimento–Morte)                              | Retrato                                  | Início do mandato       | Fim do mandato          | Legislatura                         | Votos     | Círculo Eleitoral | Partido | Partido                     |
| Assembleia da República (1976–presente)                         |                                                                                       |                                          |                         |                         |                                     |           |                   |         |                             |
| 1                                                               | Vasco da Gama Lopes Fernandes (1908–1991)                                             |                                          | 29 de julho de 1976     | 29 de outubro de 1978   | I                                   | 215 / 263 | Leiria            |         | Socialista                  |
| 2                                                               | Teófilo Carvalho dos Santos (1906–1986)                                               |                                          | 30 de outubro de 1978   | 7 de janeiro de 1980    | I                                   | 134 / 263 | Lisboa            |         | Socialista                  |
| 3                                                               | Leonardo Eugénio Ramos Ribeiro de Almeida (1924–2006)                                 |                                          | 8 de janeiro de 1980    | 21 de outubro de 1981   | I                                   | 129 / 250 | Santarém          |         | Social Democrata            |
| 3                                                               | Leonardo Eugénio Ramos Ribeiro de Almeida (1924–2006)                                 | II                                       | 8 de janeiro de 1980    | 21 de outubro de 1981   | 124 / 250                           |           | Santarém          |         | Social Democrata            |
| 4                                                               | Francisco Manuel Lopes Vieira de Oliveira Dias (1930–2019)                            | II                                       |                         | 22 de outubro de 1981   | 2 de novembro de 1982               | 128 / 250 | Leiria            |         | Centrista                   |
| 5                                                               | Leonardo Eugénio Ramos Ribeiro de Almeida (2.ª vez) (1924–2006)                       | II                                       |                         | 3 de novembro de 1982   | 30 de maio de 1983                  | 124 / 250 | Santarém          |         | Social Democrata            |
| 6                                                               | Manuel Alfredo Tito de Morais (1910–1999)                                             |                                          | 8 de junho de 1983      | 24 de outubro de 1984   | III                                 | 170 / 250 | Lisboa            |         | Socialista                  |
| 7                                                               | Fernando Monteiro do Amaral (1925–2009)                                               |                                          | 25 de outubro de 1984   | 12 de agosto de 1987    | III                                 | 174 / 250 | Viseu             |         | Social Democrata            |
| 7                                                               | Fernando Monteiro do Amaral (1925–2009)                                               | IV                                       | 25 de outubro de 1984   | 12 de agosto de 1987    | 160 / 250                           |           | Viseu             |         | Social Democrata            |
| 8                                                               | Vítor Pereira Crespo (1932–2014)                                                      |                                          | 25 de agosto de 1987    | 3 de novembro de 1991   | V                                   | 145 / 250 | Leiria            |         | Social Democrata            |
| 9                                                               | António Moreira Barbosa de Melo (1932–2016)                                           |                                          | 7 de novembro de 1991   | 26 de outubro de 1995   | VI                                  | 117 / 230 | Coimbra           |         | Social Democrata            |
| 10                                                              | António de Almeida Santos (1926–2016)                                                 |                                          | 31 de outubro de 1995   | 4 de abril de 2002      | VII                                 | 164 / 230 | Lisboa            |         | Socialista                  |
| 10                                                              | António de Almeida Santos (1926–2016)                                                 | VIII                                     | 31 de outubro de 1995   | 4 de abril de 2002      | 187 / 230                           |           | Lisboa            |         | Socialista                  |
| 11                                                              | João Bosco Soares Mota Amaral (1943–)                                                 |                                          | 10 de abril de 2002     | 16 de março de 2005     | IX                                  | 163 / 230 | Açores            |         | Social Democrata            |
| 12                                                              | Jaime José de Matos da Gama (1947–)                                                   |                                          | 16 de março de 2005     | 19 de junho de 2011     | X                                   | 197 / 230 | Lisboa            |         | Socialista                  |
| 12                                                              | Jaime José de Matos da Gama (1947–)                                                   | XI                                       | 16 de março de 2005     | 19 de junho de 2011     | 204 / 230                           |           | Lisboa            |         | Socialista                  |
| 13                                                              | Maria da Assunção Andrade Esteves (1956–)                                             |                                          | 21 de junho de 2011     | 22 de outubro de 2015   | XII                                 | 186 / 230 | Lisboa            |         | Social Democrata            |
| 14                                                              | Eduardo Luís Barreto Ferro Rodrigues (1949–)                                          |                                          | 23 de outubro de 2015   | 29 de março de 2022     | XIII                                | 120 / 230 | Lisboa            |         | Socialista                  |
| 14                                                              | Eduardo Luís Barreto Ferro Rodrigues (1949–)                                          | XIV                                      | 23 de outubro de 2015   | 29 de março de 2022     | 178 / 230                           |           | Lisboa            |         | Socialista                  |
| 15                                                              | Augusto Ernesto dos Santos Silva (1956–)                                              |                                          | 29 de março de 2022     | 25 de março de 2024     | XV                                  | 156 / 230 | Fora da Europa    |         | Socialista                  |
| 16                                                              | José Pedro Correia de Aguiar-Branco (1957–)                                           |                                          | 27 de março de 2024     | presente                | XVI                                 | 160 / 230 | Viana do Castelo  |         | Social Democrata            |
| 16                                                              | José Pedro Correia de Aguiar-Branco (1957–)                                           | XVII                                     | 27 de março de 2024     | presente                | 202 / 230                           |           | Viana do Castelo  |         | Social Democrata            |